# Hideo Tanaka (regista)
Hideo Tanaka  (田中秀夫?, Tanaka Hideo) (24 novembre 1933 – 9 luglio 2011) è stato un regista, attore e produttore cinematografico giapponese.
È noto per il suo lavoro in diversi adattamenti della serie manga di Shinji Wada Sukeban deka, nonché in serie televisive e film della serie Metal Hero. Tanaka è morto di cancro allo stomaco il 9 Luglio 2011.

## Filmografia parziale

### Cinema
- Ojoosama deka (1993)
- Sukeban Deka the Movie 2: Counter-Attack from the Kazama Sisters (1988), alias Girl Gang Boss Detective: Revenge of the Three Kazama Sisters (titolo informale giapponese) o Sukebandeka the Movie 2: Counter-Attack from the Kazama Sisters (USA)
- Sukeban Deka The Movie (1987), aka High School Superheroine (Giappone: titolo inglese)

### Serie TV
- Hana no Asuka gumi (1988), alias Radiant Asuka Class
- Shôjo ninpô-chô denki: Sanshimai Mottomo Kiken na Tabi: Yattsu no Shi no Wana (1987)
- Uchuu Keiji Gavan (1982), alias Space Sheriff Gavan, episodi sconosciuti
- Kaiketsu Zubat (1977), alias Swift Hero Zubat e Vigilante Zubat (titolo inglese letterale), episodi sconosciuti
- Ninja kyaputaa (1976), aka Ninja Captor (titolo letterale inglese)